# Racquel Darrian
Racquel Darrian, née le 21 juillet 1968 à Hutchinson (Kansas), est une actrice pornographique américaine.

## Biographie
De son vrai nom Kelly Jackson, elle a tourné son premier film X en 1988 à l'âge de 20 ans. Ce n'est que l'année suivante qu'elle pose pour des magazines. Pendant 10 ans, elle mènera de front une carrière d’actrice sous le pseudonyme de Racquel Darrian et une carrière de modèle sous son véritable nom.
La moitié des films tournés par Racquel furent des films à gros budget pour Vivid.
Racquel a tourné dans plusieurs films entre 1989 et 2004, et est apparue dans 120 magazines de 1988 à 2000. Ses films les plus populaires furent faits par Vivid, société où Racquel était une « méga-star ».
Quelques-uns de ses plus fameux titres sous le label Vivid :
Racquel in the Wild, Original Sin, Bonnie and Clyde 1, Bonnie and Clyde 2, Bonnie and Clyde 3, Bonnie and Clyde 4 et Intimate Journey.
Un de ses plus fameux titre en dehors de Vivid : Desire tourné sous la direction d’Andrew Blake.
Racquel est mariée avec l’acteur porno Derrick Lane. Elle a fait plusieurs scènes avec plusieurs acteurs, avec Jon Dough, Steven St. Croix, Randy Spears, Vince Vouyer, Randy West, Peter North, etc., mais la quasi-totalité de ces scènes ont été tournées avec son mari (Derrick Lane divorcé en 2000). Elle n'a fait pratiquement que des scènes lesbiennes.
Vers 1996, Vivid a rompu son contrat avec Racquel en la renvoyant en plein milieu d’un tournage. Le film n’a d’ailleurs pas été achevé.
Elle fait partie de l'AVN Hall of Fame.

## Récompenses
- 1993 : AVN Award – Best Tease Performance – Bonnie and Clyde[1]
- AVN Hall of Fame
- 2000 : AVN Award nommée – Best Actress (film) – Original Sin

## Filmographie sélective
- 1989 : Girls Who Dig Girls 20
- 1990 : Backdoor to Hollywood 13
- 1991 : No Boys Allowed
- 1992 : Lez Be Friends
- 1993 : Where the Boys Aren't 5
- 1994 : Revenge of Bonnie and Clyde
- 1995 : Cloud 9
- 1996 : Luna Chick
- 1997 : Twice in a Lifetime
- 1998 : Original Sin
- 1999 : Deep in the Canyon
- 2000 : Best of the Vivid Girls 30
- 2001 : Deep Inside Racquel Darrian
- 2002 : Ultimate Racquel Darrian
- 2003 : Aqua Pussy
- 2004 : Ho'down Lickdown
- 2005 : Strap-On Janine
- 2006 : Girl Of The Month - Nikki Tyler
- 2008 : Star 69: Strap Ons
- 2016 : Dirty DDD Christy Canyon